# Букова (Трнава)
Букова (слч. Buková) насељено је мјесто са административним статусом сеоске општине (слч. obec) у округу Трнава, у Трнавском крају, Словачка Република.

## Становништво
| Година:    | 1994. | 2004.   | 2014.   | 2024.   |
| ---------- | ----- | ------- | ------- | ------- |
| Број људи: | 708   | 664     | 662     | 667     |
| Разлика:   |       | -6,21 % | -0,30 % | +0,75 % |

| Година:    | 2023. | 2024.   |
| ---------- | ----- | ------- |
| Број људи: | 670   | 667     |
| Разлика:   |       | -0,44 % |

Према подацима о броју становника из 2024. године насеље је имало 667 становника.